# Тауријанова
Тауријанова (итал. Taurianova) је насеље у Италији у округу Ређо ди Калабрија, региону Калабрија.
Према процени из 2011. у насељу је живело 11676 становника. Насеље се налази на надморској висини од 211 м.

## Становништво
Према резултатима пописа становништва 2011. у општини је живело 15.310 становника.
| 1931.  | 1936.  | 1951.  | 1961.  | 1971.  | 1981.  | 1991.  | 2001.  | 2011.  |
| ------ | ------ | ------ | ------ | ------ | ------ | ------ | ------ | ------ |
| 17.717 | 17.132 | 19.456 | 17.742 | 16.078 | 15.591 | 16.056 | 15.799 | 15.310 |